# Teixit glandular
El teixit glandular és un conjunt de cèl·lules similars amb un origen embrionari generalment comú i que funcionen en associació per desenvolupar activitats especialitzades a produir i secretar substàncies cap a conductes o directament cap el torrent sanguini.